# Красная Шапочка (фильм, 2011)
«Красная Шапочка» (англ. Red Riding Hood) — романтический фильм ужасов режиссёра Кэтрин Хардвик. Мировая премьера состоялась 11 марта 2011 года (в России — 17 марта). Готическое переложение сказки «Красная шапочка», в котором главную героиню преследует волк-оборотень. Помочь девушке пытается влюблённый в неё дровосек Питер.

## Сюжет
Молодая девушка Валери живёт в небольшой деревеньке Даггерхорн. Она любит лесоруба Питера, но её родители пообещали богатому кузнецу, что Валери выйдет замуж за его сына Генри в качестве оплаты долга отца девушки. Валери планирует побег из деревни вместе с Питером, но их планы расстраивает новость об очередном нападении оборотня, давно обозлившегося на их деревню. Жители деревни ежемесячно приносят волку жертву, но во время «красной луны» этого мало и ему требуется человеческая жертва. Жертвой оказалась Люси — старшая сестра Валери. Жители деревни держатся от леса подальше, но Люси, влюблённая в Генри, отправилась туда, когда узнала о его предполагаемой свадьбе с Валери.
Все мужчины деревни отправляются в лес, решив убить волка, но отец Генри погибает во время охоты, а мужчины приносят назад тело обыкновенного серого волка, которого ошибочно и считают оборотнем. Жители деревни решают отпраздновать смерть оборотня, но веселье прерывает прибытие охотника на оборотней отца Соломона. Он рассказывает им, что они не убили настоящего оборотня, иначе в момент смерти он бы принял человеческий облик. Он также рассказал, что оборотня можно ранить серебряным оружием, сам отец Соломон покрыл серебром ногти на одной руке. Вскоре появляется настоящий оборотень и убивает несколько человек. Волк загоняет в тупик Валери и её подругу Роксану, а затем начинает разговаривать с Валери. К её удивлению, она понимает что он говорит.
На следующее утро отец Соломон арестовывает брата Роксаны как сообщника оборотня. Ради его спасения Роксана признаётся, что Валери может общаться с оборотнем. Отец Соломон решает использовать Валери в качестве приманки для волка. Её спасают Питер и Генри. Помощники отца Соломона начинают стрелять в Валери и Генри, но внезапно появляется оборотень. Укушенного им отца Соломона убивают.
На пути к бабушкиному дому Валери встречает Питера, предполагая, что он оборотень, Валери наносит ему удар ножом и прячется в доме бабушки. Там она встречает отца, который признаётся ей, что он и есть тот самый оборотень. Валери вступает с ним в схватку, ей помогает появившийся Питер. В ходе схватки оборотень сильно кусает Питера, Питер убивает оборотня топором, а Валери втыкает в него отрубленную ранее руку Соломона с серебряными ногтями. Оборотень умирает, превращаясь в отца Валери. Вместе с Питером они топят тело отца в реке и уходят из деревни. Через некоторое время Питер превращается в волка, а Валери ждёт его на опушке леса.

## В ролях
| Актёр               | Роль                       |
| ------------------- | -------------------------- |
| Аманда Сейфрид      | Валери                     |
| Шайло Фернандес     | Питер                      |
| Макс Айронс         | Генри Лазар                |
| Гэри Олдмен         | Отец Соломон               |
| Джули Кристи        | Бабушка                    |
| Вирджиния Мэдсен    | Сьюзетт                    |
| Билли Берк          | Сезар                      |
| Александрия Мэйллот | Люси                       |
| Майкл Шэнкс         | Эдриан Лазар               |
| Кристин Уиллес      | Мадам Лазар                |
| Лукас Хаас          | Отец Август                |
| DJ Гринберг         | Питер (в детстве)          |
| Меган Шарпантье     | Валери (в детстве)         |
| Далила Бела         | дочь (в титрах не указана) |

## Критика
Фильм получил в основном отрицательные отзывы. На сайте Rotten Tomatoes он получил рейтинг 11 %, агрегатор Metacritic дал фильму оценку 28 из 100 баллов, а авторитетный кинокритик Роджер Эберт высказался, что картина выглядит настолько нелепой, что её должны были снимать комики из Monty Python.
Деревня Даггерхорн была сконструирована в Ванкувере. В фильме можно заметить персонажей другой сказки — трёх поросят.